# Katharina Greve
Katharina Greve (née en 1972 à Hambourg) est une auteure de bande dessinée et artiste allemande.

## Distinction
- 2010 : Prix de l'ICOM, catégorie « meilleur dessin », pour Ein Mann geht an die Decke
- 2010 : Prix allemand du Cartoon
- 2013 : Prix Sondermann, catégorie « encouragement »
- 2016 : Prix Max et Moritz du meilleur comic strip pour Das Hochhaus. 102 Etagen Leben